# Hrašče, Postojna
Hrašče este o localitate din comuna Postojna, Slovenia, cu o populație de 351 de locuitori.